# Mount St. George
Mount St. George es una localidad de Trinidad y Tobago, que forma parte de la parroquia de St. George.

## Geografía
La localidad abarca parte de la isla de Tobago y limita al norte con Easterfield, al sur con el océano Atlántico, al este con Goodwood (localidad perteneciente a la parroquia de St. Mary) y al oeste con Hope Farm-John Dial.

## Demografía
Datos demográficos de la localidad de Mount St. George:
| Gráfica de evolución demográfica de Mount St. George entre 2000 y 2011 |
|                                                                        |